# جوش باركر
جوش باركر (بالإنجليزية: Josh Parker)‏ هو لاعب كرة قدم بريطاني، ولد في 1 ديسمبر 1990 في سلاو في المملكة المتحدة. شارك مع منتخب أنتيغوا وباربودا لكرة القدم. أما مع النوادي، فقد لعب مع أكسفورد يونايتد وأولدهام أثلتيك والنجم الأحمر بلغراد وكوينز بارك رينجرز ونادي أبردين ونادي دومجاله ونادي نورثامبتون تاون وويكمب وندررز.

## مسيرته الكروية
لعب جوش باركر خلال مسيرته الاحترافية مع 12 ناديًا في ثمانية عشر موسمًا وسجل خلالها 34 هدفًا ضمن 210 مباراة. ولم يفز بأي موسم بالكأس وفاز في موسم واحد بالدوري.
خاض جوش باركر مسيرته مع إيه أف سي ويمبلدون في موسم 2009–10 لمدة موسم واحد، مشاركًا في مباراتين ولم يسجل أي هدف. ثم انتقل إلى نادي نورثامبتون تاون في موسم 2010–11 لمدة موسم واحد، حيث شارك في 3 مباريات ولم يسجل أي هدف أيضًا. لينتقل بعدها إلى داغنهام وريدبريدج في موسم 2011–12 لمدة موسم واحد، مشاركًا في 8 مباريات ولم يسجل أي هدف أيضًا. ثم انتقل إلى نادي أكسفورد يونايتد في موسم 2012–13 لمدة موسم واحد، مشاركًا في 15 مباراة ولم يسجل أي هدف أيضًا. هذا وانتقل لاحقًا إلى نادي دومجاله في موسم 2013–14 ولمدة موسمين، مشاركًا في 42 مباراة سجل خلالها 14 هدفًا. ثم انتقل بعدها إلى نادي النجم الأحمر بلغراد في موسم 2014–15 ولمدة موسمين، مشاركًا في 12 مباراة سجل خلالها 4 أهداف. ليعود وينتقل من جديد، لكن هذه المرة إلى نادي أبردين في موسم 2015–16 لمدة موسم واحد، مشاركًا في 7 مباريات ولم يسجل أي هدف. لينتقل بعدها إلى نادي غيلينغهام في موسم 2016–17 واستمر معه طيلة ثلاثة مواسم، مشاركًا في 79 مباراة سجل خلالها 16 هدفًا. ثم لعب في نادي تشارلتون أثلتيك في موسم 2018–19 لمدة موسم واحد، مشاركًا في 10 مباريات ولم يسجل أي هدف. ليعود ويرتحل عنه إلى ويكمب وندررز في موسم 2019–20 لمدة موسم واحد، مشاركًا في 14 مباراة ولم يسجل أي هدف أيضًا.

## وصلات خارجية
- جوش باركر على موقع قاعدة بيانات كرة القدم.إي يو (الإنجليزية)
- جوش باركر على موقع ناشيونال فوتبول تيمز (الإنجليزية)
- جوش باركر على موقع Soccerbase.com (لاعب) (الإنجليزية)
- جوش باركر على موقع Soccerway.com (الإنجليزية)